# François Vallier
Louis François Emile Vallier, född 4 november 1900 i Névache, Hautes-Alpes, död 24 mars 1992 i Embrun, Hautes-Alpes, var en fransk längdskidåkare som tävlade under 1920-talet. Han deltog i olympiska vinterspelen i Sankt Moritz på 18 kilometer där han kom på 28:e plats.